# Piosenki, których nikt nie chciał
Piosenki, których nikt nie chciał – debiutancki album studyjny polskiego piosenkarza Rubensa. Wydawnictwo ukazało się 4 listopada 2022 nakładem wytwórni muzycznej Sony Music Entertainment Poland.
Album jest utrzymany w stylu muzyki pop. Składa się z wersji standardowej (1 CD) i płyty analogowej (1 LP).
Płyta zadebiutowała na 19. miejscu polskiej listy sprzedaży – OLiS.
Nagrania były promowane singlami: „Wszystko ok?”, „Jakoś trzymam się” i „Wystrzeliłem Tobą się”, do których zrealizowano teledyski.

## Lista utworów
Opracowano na podstawie materiału źródłowego.
| Nr  | Tytuł utworu            | Słowa       | Muzyka      | Długość |
| --- | ----------------------- | ----------- | ----------- | ------- |
| 1.  | „7 grudnia 2020”        | Piotr Rubik | Piotr Rubik | 2:56    |
| 2.  | „Wszystko ok?”          | Piotr Rubik | Piotr Rubik | 4:07    |
| 3.  | „Piękna katastrofa”     | Piotr Rubik | Piotr Rubik | 5:29    |
| 4.  | „Plaster”               | Piotr Rubik | Piotr Rubik | 3:38    |
| 5.  | „Najpóźniej dziś”       | Piotr Rubik | Piotr Rubik | 4:52    |
| 6.  | „To już ostatni raz”    | Piotr Rubik | Piotr Rubik | 4:30    |
| 7.  | „Twoje urodziny”        | Piotr Rubik | Piotr Rubik | 3:09    |
| 8.  | „Wystrzeliłem Tobą się” | Piotr Rubik | Piotr Rubik | 3:32    |
| 9.  | „Oczy zajdą mgłą”       | Piotr Rubik | Piotr Rubik | 4:14    |
| 10. | „A gdyby tak”           | Piotr Rubik | Piotr Rubik | 4:09    |
| 11. | „Jakoś trzymam się”     | Piotr Rubik | Piotr Rubik | 3:48    |
| 12. | „Zostać na zawsze”      | Piotr Rubik | Piotr Rubik | 3:39    |
|     |                         |             |             | 48:03   |

## Pozycja na liście sprzedaży

### Pozycja na liście tygodniowej
| Kraj   | Lista (2022)  | Najwyższa pozycja |
| ------ | ------------- | ----------------- |
| Polska | OLiS – albumy | 19                |

## Wyróżnienia
| Rok  | Konkurs        | Kategoria            | Rezultat  |
| ---- | -------------- | -------------------- | --------- |
| 2023 | Fryderyki 2023 | Album roku indie pop | Nominacja |